# 養賢堂 (仙台藩)
養賢堂（ようけんどう）は、仙台藩の藩校である。1736年（元文元年）に学問所として設置され、1772年（明和9年）から養賢堂と称されるようになった。

## 歴史

### 学問所の設置から養賢堂の命名まで
近世の武士は軍事だけでなく政治の担い手でもあった。当初、武士の教育はそれぞれの家で行われていたが、太平の世が確立すると文治が統治の基本となり、また次第に複雑化する社会に対応するために行政処理能力に富む人材が求められるようになって、17世紀末以降に武士の教育機関が日本各地に設立されるようになった。
仙台藩で藩校設立の動きが起こったのは18世紀前半である。この頃の仙台藩では、豪奢な寺社の建立や自然災害の影響で財政が逼迫し、生活に困窮した武士や領民から人心が失われていた。こうした状況の中で、1721年（享保6年）に遠藤文七朗守信が5代藩主の伊達吉村に対して藩校設立の意見書を提出した。遠藤の主張は、充分な教育を受けていない武士が自分勝手に勤めているために、政治が不調で民衆からの支持が得られていないというものだった。しかし、この意見は受け入れられないばかりか、遠藤は蟄居処分となった。遠藤は1728年（享保13年）に、学問は政教の第一根本であるとして、再び意見書を提出したが、これも却下された。1735年（享保20年）には仙台藩の儒学者蘆野東山（芦東山・幸七郎胤保）がかなり具体的な学問所設立案を作成して建言したが、これもいれられなかった。しかし、この上申から約半月後に儒学者の高橋玉斎が藩校の設立を建言すると、これが採用されることになった。東山と玉斎は供に学問所の必要性を認識していたが、両者の間には学問所のあり方について意見の相違があり、このために同時期にそれぞれが個別に意見を具申したのだろうとされる。
玉斎の学問所案は、武家屋敷1軒を学問所として、そこに70人から80人の聴衆をいれるという、比較的規模の小さなものだった。また、玉斎は礼法と弓術を重視していた。こうして、1736年（元文元年）、城下の北三番丁細横丁西南角にあった武家の旧宅が修復されて、ここに藩校である学問所が置かれた。東山と玉斎はともに講釈および読書指南役の一人となり、さらに玉斎は学問所主立となった。東山は後に、身分の上下にこだわらない学問所の改革案を提示したことから藩の重臣から反感を買うことになり、20年以上にわたって幽閉されることになる。
この学問所では、『孝経』、『小学』、四書五経などを教材とした素読が朝から行われ、その後に講釈が行われた。しかし、指南役同士の対立から欠講がしばしば発生し、また学問所が通学に不便な位置にあったために、出席者は減少していった。さらに、敷地が狭かったために玉斎が重視した礼法や弓術の教授もできていなかった。こうした中で、7代藩主の伊達重村が学問所の改革に乗り出した。1760年（宝暦10年）に、学問所の学舎が北一番丁勾当台通東南角に移され、さらに足軽まで藩校への入学を許されるようになった。平民の入学は許されなかったが、平民には義塾や寺子屋での学習が奨励された。また、学問所で医学書の講釈が行われるようになり、藩医のみならず町医師もこれを聴いた。
1771年（明和8年）、重村は「養賢堂」と自ら額に書き、これを学問所に与えた。これは学問所に賢人の養成を期待して行ったものとされる。この翌年の1772年（明和9年）から、この学問所が養賢堂と称されるようになった。

### 養賢堂の拡充から廃止まで
1780年（安永9年）になると、当時奉行職にあった芝多信憲の私財によって養賢堂の学寮と書庫が増設され、書庫には数千冊の蔵書が収められた。しかし、重村によって改革され、加えて施設が充実した養賢堂だったが、それでもなお出席者の数は悪かった。17世紀後半には林子平が3度に渡って養賢堂の学制改革の建言に及んだが、藩はこれを採用しなかった。子平は、養賢堂とは名ばかりであると批判していた。この後18世紀に入ると、学頭御用となった大槻平泉が藩主の命を受けて学制改革に乗り出した。
平泉の改革で、まず1811年（文化8年）に新田開発高1万2000石の学田が造られ、この収入が養賢堂の運営費となった。その後、養賢堂周辺の敷地が召し上げられ養賢堂の敷地となり、講堂などの施設が拡充していった。講堂は1816年（文化13年）から建設され1817年（文化14年）に完成した。同じく1817年（文化14年）には医学校独自の学舎が完成した。施設の整備はこの後も続けて行われ、学頭の居宅や学校役人の詰め所、馬場や文庫、米蔵、剣槍術所、孔子をまつる霊廟などが造られた。
学頭御用として就任した平泉はまもなく正式に学頭となった。平泉が学頭を務めていた頃の養賢堂では、学科の増設が何度か行われた。1811年（文化8年）に書学、算法、礼方の3学科が増設された。当時、算術は町人や百姓が用いる卑しい技と見なされており、この算法学科の設置は珍しい例であるとされる。翌1812年（文化9年）には兵学、槍術、剣術の学科が加わった。平泉の次の学頭、大槻習斎の時代になると、養賢堂は漢学、国学、書学、算法、礼方、兵学、蘭学、洋学、剣術、槍術、柔術、楽の12学科を持つに至った。
養賢堂の規則では、文武両道が学習の基本方針とされていたが、学生の希望によっては一科専修も認められていた。入学は8歳以上が対象だった。素読試験には17歳までに合格せねばならないとされ、3回の不合格で退校する決まりがあった。幕末の頃には、通学生と寄宿生あわせて1日約1000人が養賢堂で学んでいたという。

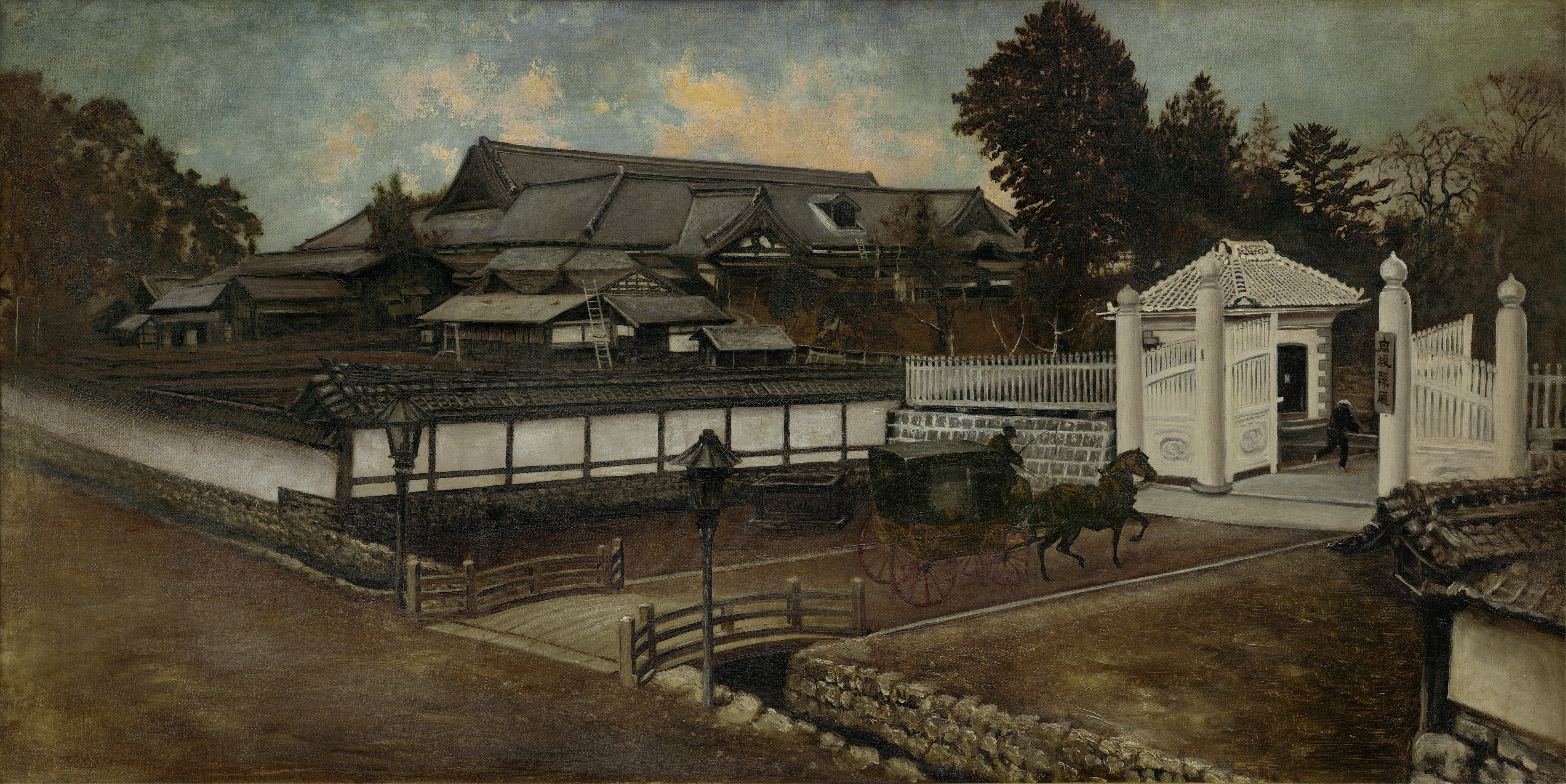
養賢堂を転用した宮城県庁舎。白色の門はこの時代に新しく作られたものである。1881年（明治14年）当時の様子。

戊辰戦争の際には、養賢堂は政府軍の宿舎となった。そのため、教育機関としての機能は北一番丁に移った。1869年（明治2年）に養賢堂は元の場所へ戻り、知学局と改称したが、さらに後に名称が養賢堂へと再び戻った。廃藩置県によって仙台県が成立すると、養賢堂の建物は仙台県庁舎（後に宮城県庁舎）となり、教育機関としての養賢堂はその中の習字所を仮学校とした。1872年（明治5年）に学制が制定されると教育機関としての養賢堂は廃止され、仙台には2校の官立中学校が設置された。養賢堂の建物はその後も残っていたが、第二次世界大戦中の仙台空襲の際に焼失した。
養賢堂は豊富な蔵書を備えていた。1835年（天保6年）時の調査によると、この時の養賢堂には1万7183冊の書物があった。明治維新の戦乱の中で、これらの書物の多くは失われたが、残ったものは宮城書籍館に寄贈された。第二次大戦中には愛子と芋沢の農家へ書籍の疎開が決定し、特に貴重とされた和算書などが選定されていた。しかし、選定された書籍の9割は、仙台空襲まで搬出に間に合わず、助かったのは約1800冊にとどまった。残った本は終戦後は宮城書籍館の後進である宮城県図書館に「養賢堂文庫」として所蔵されている。

## 遺構

養賢堂の正門。泰心院の山門として現存している。

養賢堂唯一の遺構として、正門が仙台市若林区南鍛冶町の泰心院に残っている。この正門は、1817年（文化14年）に養賢堂の講堂と供に竣工したとも、それ以前に完成していたとも言われる。
正門の造りは一間一戸の四脚門、屋根は切妻造、棧瓦葺であり、また伊達家の家紋「三引両」と「九曜」を配した漆喰塗の棟や細部の装飾などで重厚な外観となっているのが特徴である。
戊辰戦争後の1869年（明治2年）に、1両2分で払い下げられた正門は泰心院の山門になった。廃藩置県により仙台県が誕生すると、仙台県庁は仙台城内に設置されたが、間も無く仙台城が兵部省管轄となり、東北鎮台がここに移転してくることになったため、仙台県庁は養賢堂に移転した。この時、養賢堂正門跡に新しい洋風の門が設置された。養賢堂の建物は仙台空襲で焼失したため、被災しなかった泰心院山門は、養賢堂の遺構として現存する唯一のものである。
仙台市の勾当台公園林子平像南側には「仙台藩の藩校養賢堂跡説明板」が設置されている。

## 関係者

### 学頭
- 高橋周斎（1780年 - 1792年）
- 遊佐文治（1786年 - 1790年）
- 高橋容斎（1790年 - 1803年）
- 田辺楽斎（1803年 - 1809年）[注 3]
- 大槻平泉（1810年 - 1850年）[注 4]
- 大槻習斎（1850年 - 1865年）
- 大槻磐渓（1865年 - 1866年）
- 新井雨窓（1866年 - ）[20]

### 出身者
- 飯田宏作 (明治期の裁判官、東京弁護士会会長、和仏法律学校（現・法政大学）の校長)
- 大槻文彦（国語学者。日本初の近代的国語辞典『言海』の編纂者。大槻玄沢の孫で、大槻磐渓の息子）
- 熊谷源十郎
- 下飯坂権三郎（明治期の衆議院議員、自由民権運動家）
- 高野長英
- 千葉卓三郎（五日市憲法の起草者）
- 星恂太郎（額兵隊隊長）
- 松川敏胤（明治・大正期の陸軍軍人、日露戦争の主任参謀。）
- 目黒順蔵（文筆家、医師、古川病院長、王子病院長）

## 後世の学校との関係

### 東北大学医学部
1871年（明治4年）の仙台医学館廃止の翌1872年、仙台藩医学校出身者が南町に私立仙台共立社病院を開設した。これが改組・改称を繰り返して、医学教育部門が1912年に東北帝国大学医学専門部として包摂された。これが現在、東北大学医学部となっている。他方、病院部門は現在、東北大学病院となっている。
なお、養賢堂の設置から東北帝国大学医科大学の設置に至る過程において、数次の廃止および断続期間を挟んでいるほか、医学系部局は東北帝国大学設立後に包摂されたという経緯があるため、東北大学は、同大の創立年月日を、養賢堂の設置年月日ではなく、東北帝国大学の設置の勅令が公布された1907年6月22日としている。

### 宮城教育大学
1873年（明治6年）養賢堂内南側に、宮城教育大学の前身となる官立宮城師範学校が設置された。また1874年（明治7年）同じ養賢堂内に附属小学校が設置された。
官立師範学校は、明治政府の財政悪化により1878年（明治11年）に廃止されたが、同年公立宮城師範学校は、廃止されたばかりの官立師範学校の校舎に移転した。
1891年3月（明治24年）、公立宮城師範学校と附属小学校は、養賢堂外東側に新築移転した。
養賢堂内に設置された旧官立師範学校はその後、宮城県尋常中学校仙台分校（仙台二高の前身）の初代校舎となり、旧官立師範学校の附属小学校校舎は、それまでは旧官立師範学校講堂に設置されていた宮城書籍館（宮城県図書館の前身）が利用することになった。

### 仙台一高
1871年（明治4年）、仙台医学館跡に英語専門学校として辛未館が設置された。これが改組・改称を繰り返して東華学校となり、1892年4月1日に宮城県尋常中学校となって、現在の宮城県仙台第一高等学校に繋がっている。
仙台一高が養賢堂と関わりがあったという記録はないが、養賢堂は仙台一高の心の原点として親しまれている。

### 仙台二高
1890年（明治23年）4月東二番丁に私立日進学舎が設立されたが、私立日進学舎は1896年（明治29年）度から県に移管され、宮城県尋常中学校仙台分校（仙台二高の前身）となった。宮城県尋常中学校仙台分校は、養賢堂内に設置されていた旧官立宮城師範学校の校舎を利用した。

### 上杉山中学校
直接の繋がりはないが、仙台市立上杉山中学校の校歌の歌詞に「養賢堂の跡近く」とある。